# Давіт Шенгелія
Давіт Шенгелія (груз. დავით შენგელია; нар. 6 березня 1980, Тбілісі) – грузинський шахіст, представник Австрії від 2009 року, гросмейстер від 2005 року.

## Шахова кар'єра
1995 року виграв у складі збірної Грузії срібну медаль на юнацькій олімпіаді до 16 років, яка відбулась на Канарських Островах. У 1997 році вперше виступив у фіналі чемпіонату Грузії, а 2001 року посів 2-ге місце (позаду Мераба Гагунашвілі) на турнірі за швейцарською системою в Тбілісі. 2003 року переміг у Єревані і поділив 2-ге місце в Дайцизау (позаду Девіда Барамідзе, разом із, зокрема, Володимиром Єпішиним, Костянтином Ландою, Левоном Ароняном і Лівіу-Дітером Нісіпяну). 2005 рік став дуже вдалим у його кар'єрі. У ньому він здобув перемогу (разом з Михайлом Бродським) на відкритому турнірі Каппель-ла-Гранд, який налічував 590 учасників , а також посів 1-ше місце в Граці. Подальших турнірних успіхів досягнув у 2006 році, здобувши перемогу в Оберварті, Вертері і знову в Граці. 2007 року поділив 2-ге місце (позаду Фрісо Нейбура, разом із зокрема, Себастьяном Феллером, Марком Нарсісо Дубланом і Міхаїлом Маріном) у Барселоні, тоді як в 2008 році переміг у Ваттенсі, Трізені (разом з Іваном Фараго і Сергієм Овсеєвичем та Оберварті (разом із, зокрема, Младеном Палацом, Давідом Арутюняном, Робертом Рабігою та Імре Херою).
Найвищий рейтинг Ело в кар'єрі мав станом на 1 травня 2010 року, досягнувши 2591 очок займав тоді 1-ше місце серед австрійських шахістів.

## Зміни рейтингу
| На цьому місці має відображатися графік чи діаграма, однак з технічних причин його відображення наразі вимкнено. Будь ласка, не видаляйте код, який викликає це повідомлення. Розробники вже працюють для того, щоби відновити штатне функціонування цього графіка або діаграми. | |
| | На цьому місці має відображатися графік чи діаграма, однак з технічних причин його відображення наразі вимкнено. Будь ласка, не видаляйте код, який викликає це повідомлення. Розробники вже працюють для того, щоби відновити штатне функціонування цього графіка або діаграми. |